# 二丁醚
二丁醚（英語：dibutyl ether），简称丁醚，是一种对称的脂肪醚，化学式C
8H
18O，是无色，易挥发的易燃液体，有水果香气。
二丁醚不溶于水，溶于丙酮等有机溶剂，二丁醚用作有机反应的溶剂，市售苯基锂为1.8 M的二丁醚溶液。
为避免自然氧化生成爆炸性的过氧化物，二丁醚需要避光密封保存，远离热源。

## 合成
二丁醚由正丁醇在浓硫酸催化下分子间脱水得到。
2C
4H
9OH → C
8H
18O + H
2O
实验室中使用分水器分出反应产生的水，而醇在上层回流到反应容器，促使反应完全。

## 应用
- 使用格氏试剂进行合成的溶剂
- 脂肪，油，有机酸，生物碱，天然与合成树脂的溶剂
- 用于生产农药（如三环锡）